# Casatus (cráter)
Casatus es un cráter de impacto que se encuentra cerca de la extremidad meridional de la Luna. El borde norte-noreste del cráter se superpone a una parte del cráter un poco más grande Klaproth. A lo largo del borde occidental, Casatus A invade parcialmente su interior, produciendo un borde inclinado hacia el interior. Al sureste de Casatus aparece el cráter Newton.
El borde exterior de Casatus es muy antiguo, presentándose gastado y con muchos pequeños impactos a lo largo del borde y la pared interior. El pequeño cráter satélite Casatus J atraviesa el borde sur-sureste. La altura del brocal es más baja donde este cráter se separa de Klaproth, formando una cresta redondeada.
El piso interior es una superficie prácticamente nivelado, marcado por varios palimpsestos diminutos que sobresalen por encima de la superficie y un par de hendiduras en la parte sur de la planta. Un pequeño cráter de impacto con forma de cuenco constituye un rasgo prominente en la mitad norte de la planta. Carece de formación central en forma de pico.

## Cráteres satélite
Por convención estos elementos son identificados en los mapas lunares poniendo la letra en el lado del punto medio del cráter que está más cerca de Casatus.
|         | \| Casatus \| Coordenadas \| Diámetro \| \| ------- \| ------------------------------ \| -------- \| \| A \| 73°00′S 38°54′O / -73.0, -38.9 \| 56 km \| \| C \| 72°12′S 30°12′O / -72.2, -30.2 \| 17 km \| \| D \| 77°12′S 44°18′O / -77.2, -44.3 \| 36 km \| \| E \| 79°06′S 53°12′O / -79.1, -53.2 \| 41 km \| \| H \| 72°00′S 21°18′O / -72.0, -21.3 \| 35 km \| \| J \| 74°18′S 32°48′O / -74.3, -32.8 \| 22 km \| \| K \| 75°00′S 41°24′O / -75.0, -41.4 \| 36 km \| |          |
| Casatus | Coordenadas | Diámetro |
| A       | 73°00′S 38°54′O / -73.0, -38.9 | 56 km    |
| C       | 72°12′S 30°12′O / -72.2, -30.2 | 17 km    |
| D       | 77°12′S 44°18′O / -77.2, -44.3 | 36 km    |
| E       | 79°06′S 53°12′O / -79.1, -53.2 | 41 km    |
| H       | 72°00′S 21°18′O / -72.0, -21.3 | 35 km    |
| J       | 74°18′S 32°48′O / -74.3, -32.8 | 22 km    |
| K       | 75°00′S 41°24′O / -75.0, -41.4 | 36 km    |